# Гарде
Гарде (баск. Garde, ісп. Garde) — муніципалітет в Іспанії, у складі автономної спільноти Наварра. Населення — 176 осіб (2009).
Муніципалітет розташований на відстані близько 350 км на північний схід від Мадрида, 60 км на схід від Памплони.

## Демографія
Динаміка населення (INE ):

## Галерея зображень

Розташування муніципалітету